# Збігнєв Цебуля
Збігнєв Цебула (пол. Zbigniew Cebula, нар. 1961, Краків, Польща) — польський художник, педагог. Доктор наук (2011).

## Життєпис
Із 1988 по 1993 роки навчався в Академії образотворчого мистецтва у Кракові на факультеті живопису. Отримав диплом з відзнакою в майстерні професора Яна Шанценбаха.
З 1998 року працював на факультеті графіки у студії живопису професора Збислава Мацеєвського, пізніше у професора Станіслав Табіша. З 2006 року на посаді доцента веде студію живопису 1-го курсу на факультеті графіки. Практикує станковий живопис.
З 2011 року доктор наук у своєму рідному університеті.

## Творчість
Напочатках Збігнєв Цебуля малював природу, потім біблійні сюжети, а пізніше роботи присвячені грецькій міфології та власним враженням від подорожей, зокрема Криту. Член Краківського відділення Асоціації польських художників.

### Відомі роботи
- Шлях (1999),
- Яблука (2002),
- Плато (1994-95)
- Єва 2000,
- Плащ пророка (2013-14),
- Насильництво завойовує небо (2013-14),
- Всюдисущість (2015-16)

## Нагороди
- Лауреат головної премії «Золота рама» на Салоні живопису та скульптури Асоціації польських художників (ZPAP) у 2009 р.
- Медаль 100-річчя Краківського окружного салону ZPAP у 2011 р.[3]

## Індивідуальні виставки живопису
- 1992 — Краків, студентський клуб «Ротонда»
- 1996 — Краків, галерея Асоціації польських художників (ZPAP Sukiennice), із серії: «Три роботи»
- 1997 — Краків, Галерея Домініка Ростворовського
- 1999 — Горлиці, Художня галерея «Двір Карваціанів»
  - Кельце, Бюро художніх виставок
  - Краків, Галерея Домініка Ростворовського
- 2000 — Краків, Галерея «Склеп піарів» (разом з Анджеєм Недобою)
  - Коросно, Бюро художніх виставок
  - Бусько-Здруй, Бюро художніх виставок
- 2001 — Міська бібліотека Мюнхена
- 2002 — Краків, Галерея Мар'яна Гологурського
- 2004 — Краків, Галерея Домініка Ростворовського
  - Каунас, галерея Meno Parkas
- 2005 — Краків, Антикварний салон «Наутілус» — «ΧАΝΔΑΚΟΣ»
- 2009 — Краків, Галерея ZPAP «Призма» та Галерея «Наутілус» — «Історії»
- 2012 — Краків, галерея Домініка Ростворовського — серія «Епітафії»
- 2013 — Горлиці, Художня галерея «Двір Карваціанів».              – Олькуш, Бюро художніх виставок
- 2015 — Краків, Галерея Ательє SCKM, синагога В. Поппера; «Пейзажі»
- 2017 — Островець, Бюро художніх виставок[3]
  -  — Катовиці, Галерея «Фойє»[4]
- 2018 — Краків, Гелерея «Призма»[5]
- 2020 — Кельце, Галерея сучасного мистецтва[6]
- 2022 — Краків, Відкрита студія[7] 
  -  — Краків, Галерея «Склеп піарів» (Церква Преображення Господнього)

Брав участь у близько 55 колективних виставках.
Співпрацював у створенні декорацій для концерту Збігнева Прайснера «Мої різдвяні пісні наприкінці століття», Старий Театр, Краків 1999.